# Benjamin Hall
Benjamin Hall (23 de juliol de 1982) és un periodista britànic que treballa com a corresponsal per a Fox News Channel amb seu a Washington, DC, des del juliol de 2015. És autor del llibre Inside ISIS: The Brutal Rise of a Terrorist Army.

## Biografia
Hall va créixer a Londres però té doble ciutadania, dels Estats Units i del Regne Unit. Va estudiar a l'Ampleforth College, a la City of London School i a la Universitat Duke, i va rebre una llicenciatura a la Universitat de Richmond de Londres.
Va fer un postgrau en periodisme televisiu per la University of the Arts de Londres.

## Trajectòria
Hall va començar la seva carrera com a periodista centrant-se en l'Orient Mitjà. Des del 2007, ha escrit des de les primeres línies de The New York Times, The Times de Londres, The Sunday Times, The Independent, The BBC i altres mitjans, sovint com un dels primers periodistes sobre el terreny.
Hall ha viatjat a Síria i l'Iraq, enviat diverses vegades per la BBC i l'Agence France Presse, així com les publicacions esmentades, sovint des de darrere de les línies enemigues a prop de les tropes rebels i del règim.
Hall va entrar il·legalment a Misrata, Líbia, durant l'apogeu del setge, i va informar per a Esquire Magazine, Channel 4 News i altres sobre el bombardeig indiscriminat de Muammar Gaddafi contra la població local. El 2014, va anar amb les tropes de l'ONU durant el setge del parlament de Mogadiscio, enviat per el The Times. Ha informat des d'Egipte, Haití i Iran. Va ser membre del jurat del festival de cinema kurd de Londres.
El 14 de març de 2022, va resultar ferit mentre estava en informant de la invasió russa d'Ucraïna el 2022 a Ucraïna a Kíev. El vehicle en el qual viatjava va ser atacat; Hall va resultar ferit a les cames mentre el fotògraf de guerra de la Fox i ciutadà irlandès Pierre Zakrzewski, de 55 anys, va morir en l'incident a Horenka, província de Kíev. La periodista ucraïnesa Oleksandra Kuvshinova, de 24 anys, també va morir en l'atac.